# Liste der Kulturdenkmäler in Olsbrücken
In der Liste der Kulturdenkmäler in Olsbrücken sind alle Kulturdenkmäler der rheinland-pfälzischen Ortsgemeinde Olsbrücken aufgeführt. Grundlage ist die Denkmalliste des Landes Rheinland-Pfalz (Stand: 21. Juli 2023).

## Denkmalzonen
| Bezeichnung                    | Lage                                           | Baujahr         | Beschreibung | Bild            |
| ------------------------------ | ---------------------------------------------- | --------------- | --- | --------------- |
| Denkmalzone Jüdischer Friedhof | nordöstlich des Ortes; Flur Auf dem Wäsem Lage | 19. Jahrhundert | nur zwei Torpfosten und zwei Grabsteinsockel, 19. Jahrhundert; Friedhof 1979 aufgelöst, Grabsteine nach Niederkirchen umgesetzt | Fotos hochladen |

## Einzeldenkmäler
| Bezeichnung                                     | Lage                                     | Baujahr                           | Beschreibung                                                                      | Bild                           |
| ----------------------------------------------- | ---------------------------------------- | --------------------------------- | --------------------------------------------------------------------------------- | ------------------------------ |
| Katholische Pfarrkirche Maria Rosenkranzkönigin | Am Berg 6 Lage                           | 1931/32                           | Heimatschutzstilbau, 1931/32, Architekt Hans Seeberger, Kaiserslautern            | weitere Bilder Fotos hochladen |
| Hofanlage                                       | Hauptstraße 34 Lage                      | um 1860                           | Dreiseithof, um 1860 bis 1890                                                     | Fotos hochladen                |
| Wohnhaus                                        | Hauptstraße 50 Lage                      | 1825                              | eingeschossiges Wohnhaus, bezeichnet 1825                                         | Fotos hochladen                |
| Hofanlage                                       | Hauptstraße 52 Lage                      | 1885                              | Dreiseithof; eingeschossiges hochgesockeltes Wohnhaus, bezeichnet 1885            | Fotos hochladen                |
| Rathaus                                         | Hauptstraße 58 Lage                      | 1835/36                           | ehemalige Schule; klassizistischer Walmdachbau, 1835/36                           | Fotos hochladen                |
| Kriegerdenkmal                                  | Hauptstraße, bei Nr. 58 Lage             | 1920er Jahre                      | Kriegerdenkmal 1914/18, Löwe, 1920er Jahre                                        | Fotos hochladen                |
| Haustür                                         | Hauptstraße, an Nr. 69 Lage              | erste Hälfte des 19. Jahrhunderts | Biedermeier-Türblatt, erste Hälfte des 19. Jahrhunderts                           | Fotos hochladen                |
| Protestantische Kirche                          | Hebelstraße 5 Lage                       | 1884/85                           | neuspätromanisch-frühgotischer Saalbau, 1884/85, Architekt Ludwig Levy, Karlsruhe | weitere Bilder Fotos hochladen |
| Wasserbehälter                                  | Hohlstraße, bei Nr. 29 Lage              | 1911                              | Rotsandsteinquaderbau, bezeichnet 1911                                            | weitere Bilder Fotos hochladen |
| Neumühle                                        | nordwestlich des Ortes an der B 270 Lage | 1848                              | stattliche, großteils spätklassizistische Baugruppe, bezeichnet 1848 und 1921     | Fotos hochladen                |

## Ehemalige Kulturdenkmäler
| Bezeichnung | Lage               | Baujahr                           | Beschreibung                                                   | Bild |
| ----------- | ------------------ | --------------------------------- | -------------------------------------------------------------- | ---- |
| Hofanlage   | Bachstraße 10 Lage | erste Hälfte des 19. Jahrhunderts | Einfirstanlage, erste Hälfte des 19. Jahrhunderts; abgebrochen | BW   |